# Cheese-eating surrender monkeys
"Cheese-eating surrender monkeys" (tạm dịch: Những con khỉ ăn pho mát có thói quen đầu hàng), đôi khi được rút ngắn lại thành "surrender monkeys" (những con khỉ có thói quen đầu hàng) là một câu nói dùng để miệt thị người Pháp. Cụm từ này được Ken Keeler, tác giả của series phim nổi tiếng The Simpsons, nghĩ ra vào năm 1995, và cụm từ này cũng đã xuất hiện trong hai cuốn từ điển về trích dẫn của Oxford.